# Фрыц, Стефан
Стефан Фрыц (пол. Stefan Fryc; 19 августа 1894, Нова-Весь-Шляхецка — ноябрь 1943, Варшава) — польский футболист, защитник.
В сборной дебютировал в 1922 году в матче со Швецией (первая победа польской сборной), в последний раз сыграл на Олимпийских играх в Париже. В общей сложности за «бело-красных» сыграл 8 матчей. В 1910—1926 годах играл за футбольный клуб Краковия, с этим клубов выиграл чемпионат Польши в 1921 году. В 1914 году был призван в австрийскую армию, с 1918 был солдатом Войска Польского. Принимал участие в польской кампании. Был расстрелян, вероятно, в ноябре 1943.

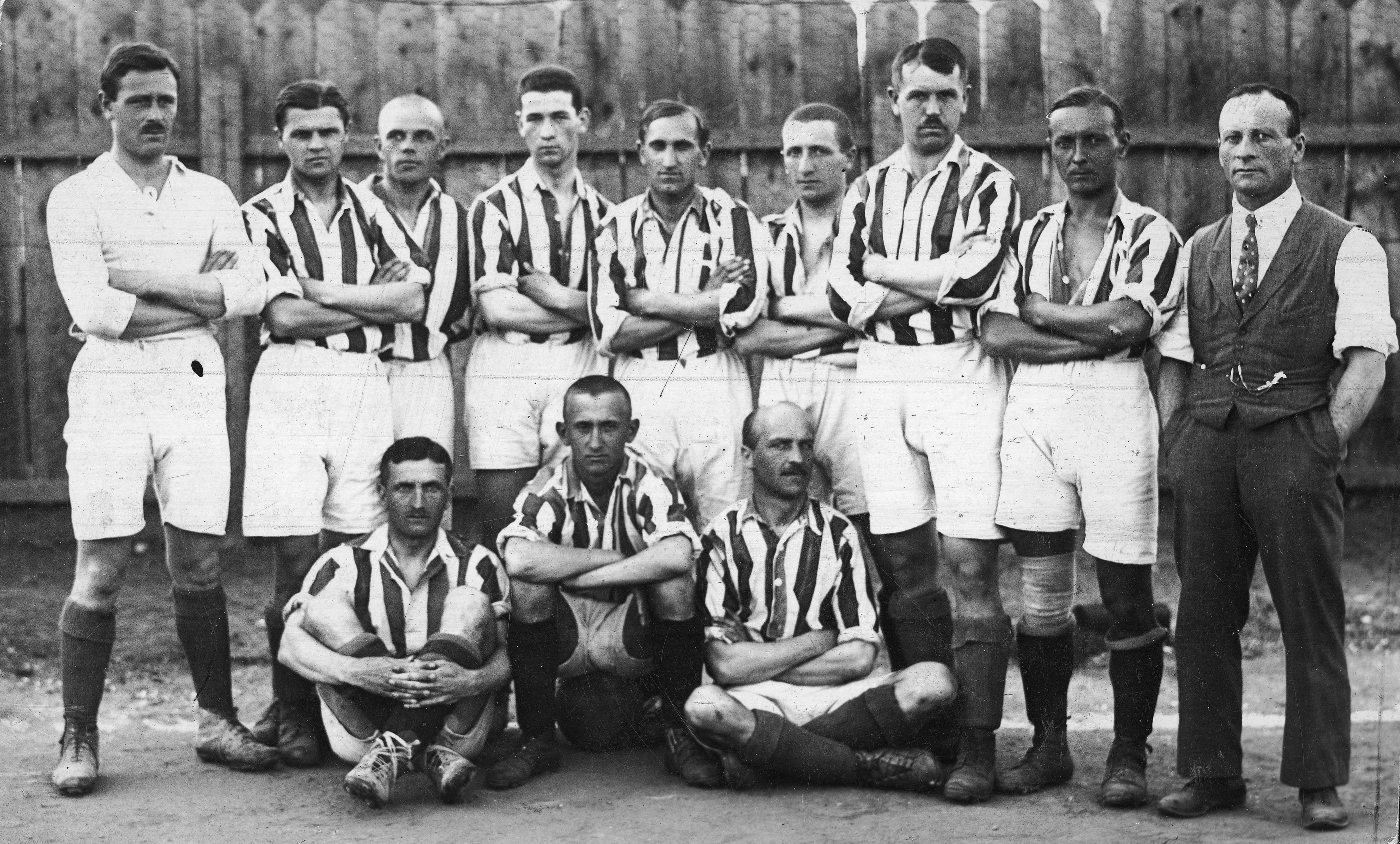
Краковия, чемпион Польши, 1921 год, Фрыц сидит первый слева
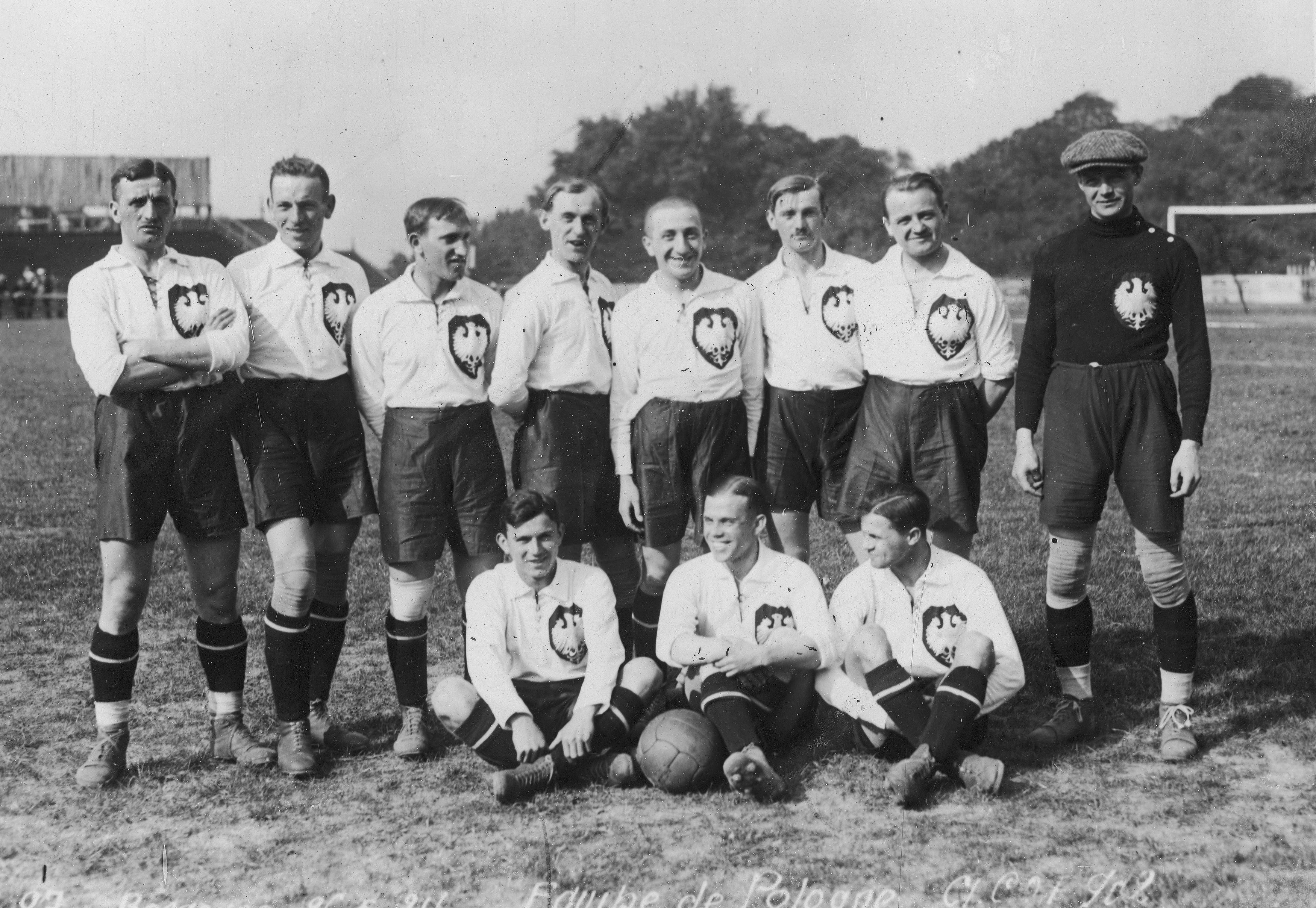
Сборная Польши во время Олимпийских игр 1924, Фрыц стоит первый слева